# Sirius (zespół muzyczny)
Sirius – portugalski zespół grający symfoniczny black metal. Grupa powstała w 1994 roku w Lizbonie.
W 2002 roku zespół został rozwiązany.

## Muzycy
| Ostatni skład zespołu - Kenneth "Konstrukt" Lindberg – gitara basowa, śpiew - Cato "Ca-2" Bekkevold – perkusja - Pedro D. S. "D-Void" Ferreira – gitara - Lars "LRZ" Sørensen – instrumenty klawiszowe - Draconiis – gitara |  | Byli członkowie zespołu - André "Raven" Vasconcelos – gitara basowa (1997–1999) - Daniel "Vukodlack" Cardoso – perkusja, gitara, instrumenty klawiszowe (1997–2001) - Barzh – gitara, gitara basowa (1998–2000) - Gornoth – śpiew (1998–2002) - Ainvar Ara – gitara (1999–2001) |

## Dyskografia
Dema
- Fiery Strife at the Cosmic Gates of Armageddon – (1998)
- ...The Eclipse (The Summons Of The Warriors Of Armageddon) – (1998)

Albumy studyjne
- Aeons of Magick – (2000)
- Spectral Transition – Dimension Sirius – (2001)